# Jouletjuv
Jouletjuv är namnet på en enkel switchad omvandlare som är lätt att bygga och kan använda nästan all elektrisk energi i ett batteri, betydligt längre än när de flesta andra kretsar uppfattar ett batteri som "dött".

## Historia
I novembernumret 1999 av Everyday Practical Electronics (EPE) publicerades beskrivningen på en enkel krets av Z. Kaparnik som består av en transformator-återkopplings singel-transistor switchad omvandlare. På grund av dess enkelhet och användbarhet har kretsen blivit populär.

## Beskrivning
Transformatorn består av en standard ferritkärna med två lindningar bestående av 0,15 mm diameter tråd (38 swg). Omslagsfrekvensen är cirka 50 kHz. Kretsen kan fungera med spänningar ner till cirka 0,35 V och vara i funktion i flera veckor om man använder 1,5 V LR6/AA batteri.
Anslutningarna x1 och y1 är på samma sida av transformatorn. Samma gäller för x2 och y2. Hur tråden leds ut från ferritkärnan är extremt viktigt för kretsfunktionen.
Batterispänningen är vanligen 1,5 V. Resistansen (ovan x2) är ~1 kΩ, 1/8 W. Transistorn är en BC549 Vceo=30 V Ic=0,1 A P=0,625 W. En vit lysdiod med Vf=3,2 V kan användas. Lysdioden kommer att blinka nästan 50 000 gånger per sekund.